# Kärlingesunds naturreservat

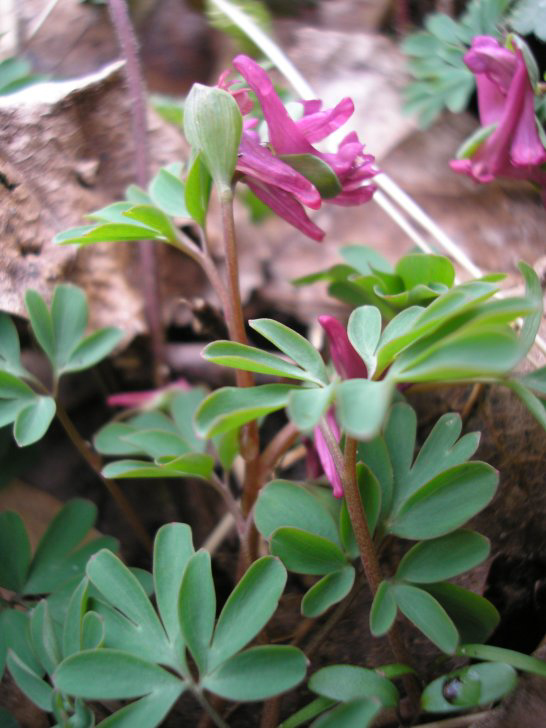
Smånunneört

Kärlingesund är ett naturreservat i Dragsmarks socken i Uddevalla kommun i Västra Götalands län.
Reservatet har varit skyddat sedan 1978 med nytt beslut 2014. Det är 100 hektar stort och beläget på Bokenäsets västligaste del. I sydväst gränsar området till vattenområdena Nordströmmarna. Det är en viktig lokal för sjöfågel och vadare. Området är starkt kuperat med hällmarker som på sina ställen stupar brant i havet. Området har även smala raviner och strandängar. I reservatet finns betesmarker och ädellövskog med rik flora och rikt fågelliv. Naturbetesmarker ligger i dalsänkorna och kantas av löskogspartier där det växer ek, bok, alm, ask, al och hassel. Där växer blommor som vårlök, vitsippor, smånunneört, vätteros och Jungfru Marie nycklar.